# Musée Volodymyr-Ivassiouk
Le Musée Volodymyr-Ivassiouk (ukrainien : Меморіальний музей Володимира Івасюка) est un musée créé en 1999 et consacré à Volodymyr Ivassiouk, en Ukraine. 

## Historique
Il présente la vie et l'oeuvre du chanteur et peintre ukrainien et se trouve au 40 boulevard Maïakovski à Tchernivtsi dans un bâtiment classé.

## Collections

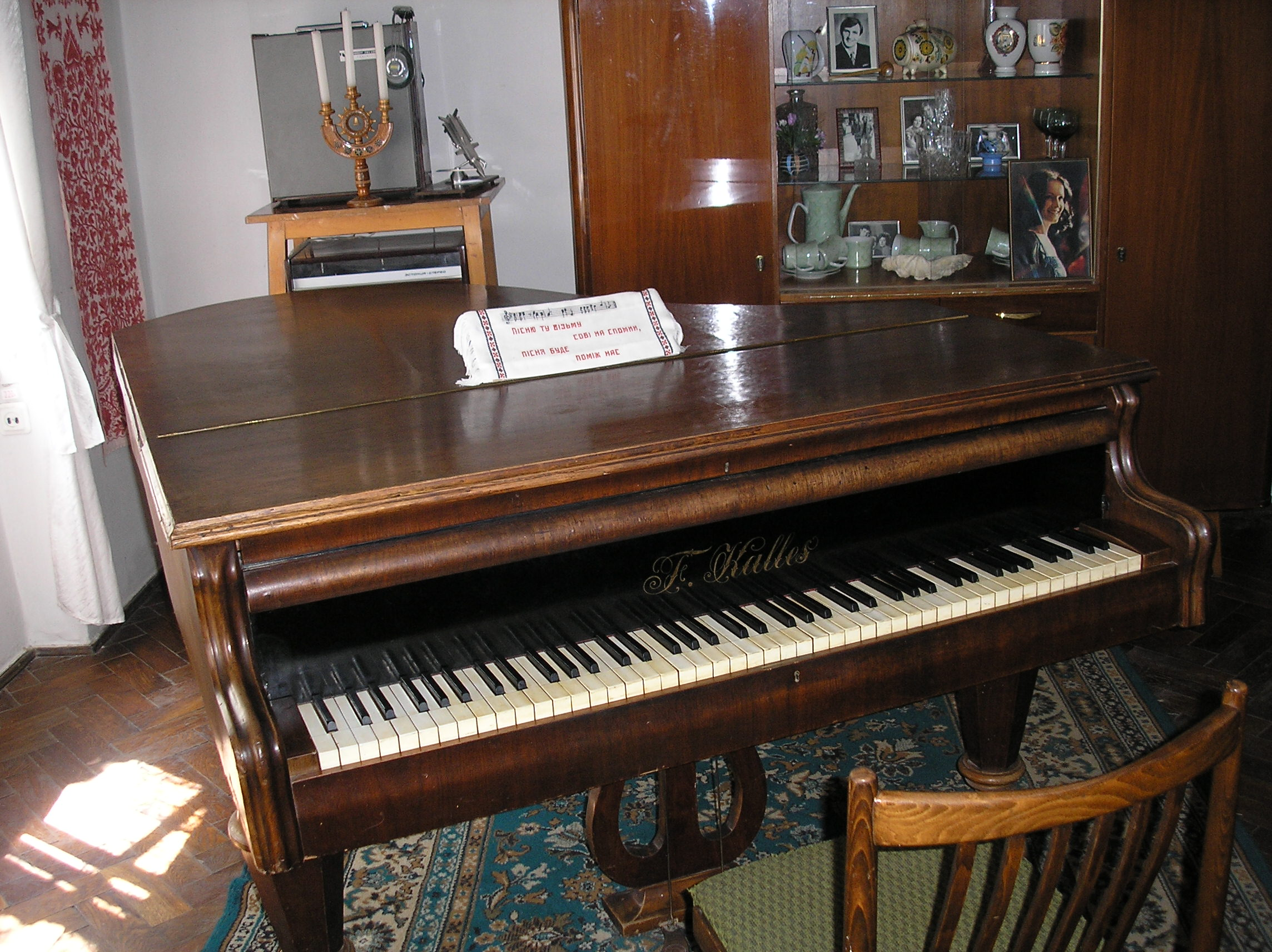
Intérieur, piano,
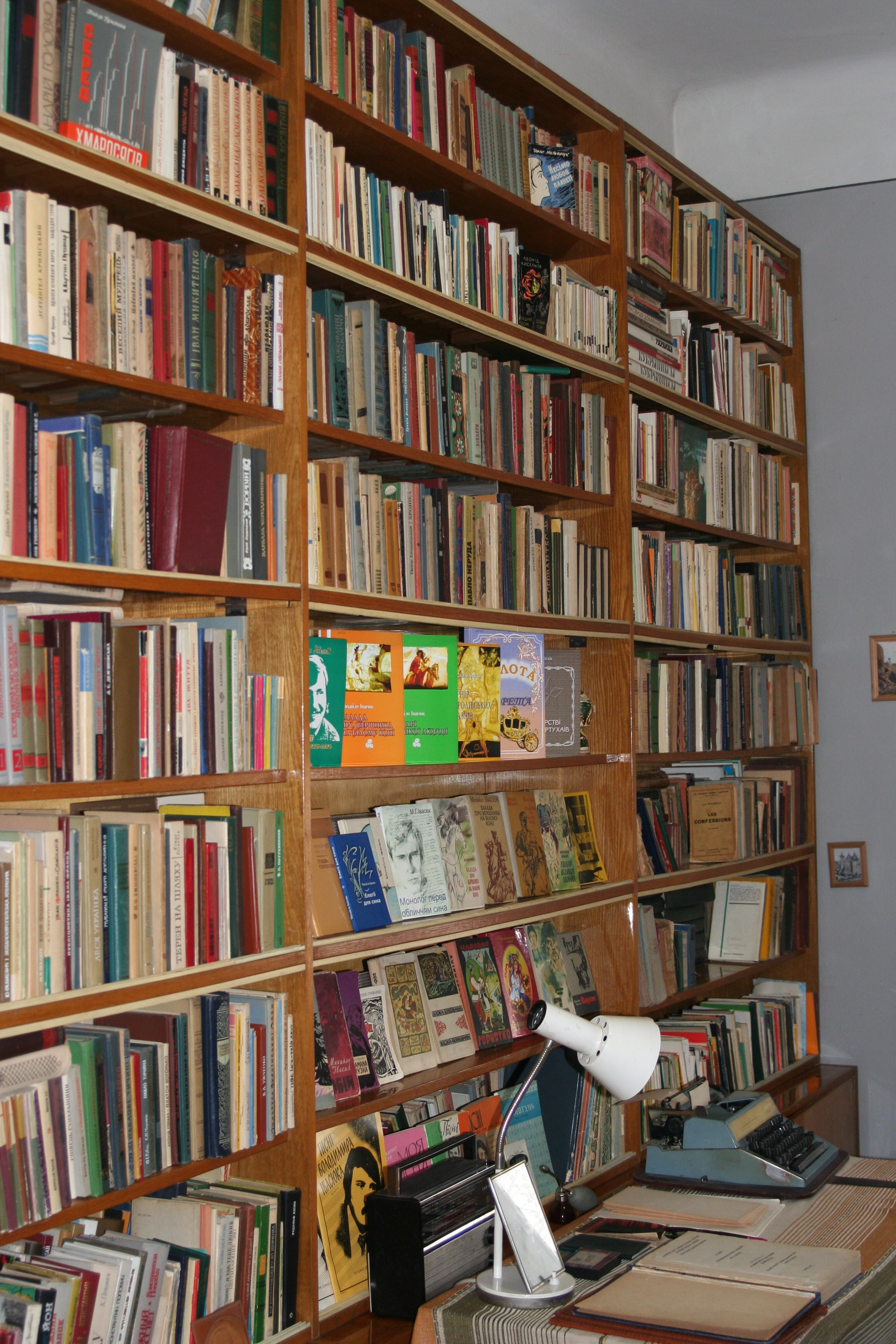
sa bibliothèque,
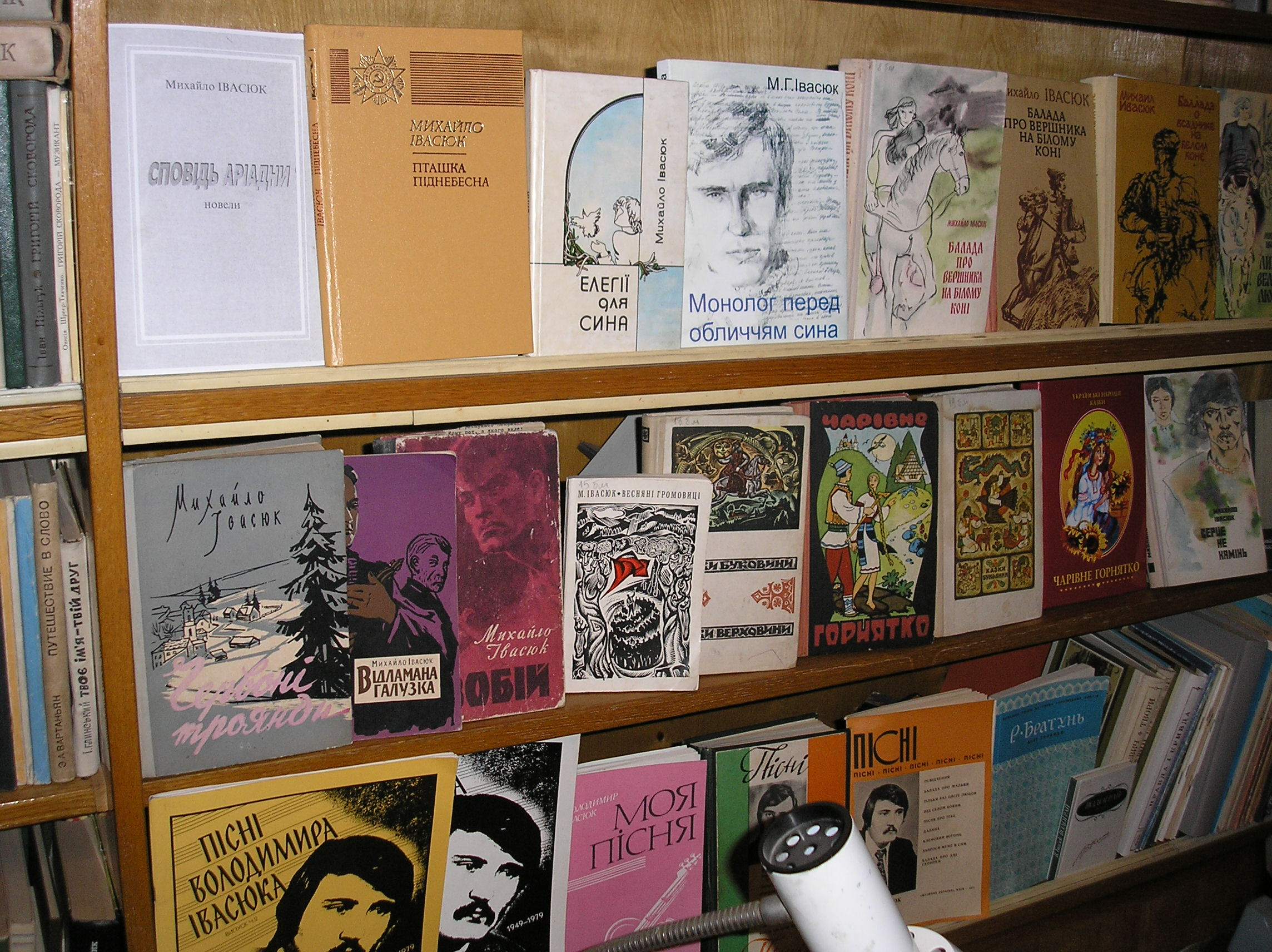
quelques livres édités.